# Alexander Thaler
Alexander Thaler (Vipiteno, 13 settembre 1970) è un ex hockeista su ghiaccio italiano.

## Carriera
Difensore di stecca destra, Thaler ha giocato quasi esclusivamente nei primi due livelli del campionato italiano: con l'HC Brunico (con cui ha esordito nel 1990-1991, e dov'è tornato nel 1995-1996), con l'SHC Fassa (1991-1992), con l'AS Mastini Varese (dal 1992-1993 al 1994-1995) con i Vipiteno Broncos (dal 1990-1991 al 2001-2002, e poi nuovamente - in serie A2 - dal 2004-2005 al 2005-2006) e con l'HC Egna (nella stagione 2003-2004).
Ha inoltre giocato l'Alpenliga 1995-1996 con la maglia dell'HC Bolzano (torneo giocato anche quando vestiva le maglie di Fassa, Varese e Vipiteno), e - nella sua unica stagione all'estero - nella terza serie tedesca con gli Stuttgart Wizards.
Si è ritirato nell'estate del 2006, per motivi professionali.

### Nazionale
Thaler ha indossato la maglia della nazionale italiana tra il 1990 ed il 1994, raccogliendo 39 presenze, e disputando anche un campionato del mondo, quello di gruppo B del 1991, vinto dagli azzurri.

## Palmarès

### Club
- Campionato italiano - Serie A2: 1

Vipiteno: 2004-2005

### Nazionale
- Campionato del mondo di hockey su ghiaccio - Pool B: 1

Jugoslavia 1991